# Petra Polanc
Petra Polanc, slovenska badmintonistka, *17. avgust 2000. 
Za Slovenijo je nastopila na Poletnih mladinskih olimpijskih igrah v Buenos Airesu.